# Уддіяна
Уддіяна (санскр. Oḍḍiyāna; тиб. ཨུ་རྒྱན་, монг. Үржин, орія ଓଡ଼ିଆଣ) — буддійська країна в північній Індії, обмежена річкою Інд із півночі. У даний час Уддіяна асоціюється з долиною Сват у Пакистані.

## Локалізація
- У тибетських джерелах Уддіяна розташовувалася на захід від Уя (Центрального Тибету) у Сваті. На думку сходознавця Б. В. Кузнєцова країна Уддіяна включала в себе східну частину Афганістану і долину річки Сват у Пакистані, між територіями сучасного Афганістану і Індією.
- У «Синьому літописі» (1478): «Країна Уддіяна, де править цар Індрабхуті (нар. 1110), благословенна багатьма дакінями і прославлена як джерело мантраяни, розташована в 230 йоджанах на північ від Магадхи».

## Легендарні відомості про країну
Уддіяна вважається батьківщиною багатьох видатних вчителів, зокрема, Падмасамбхави, і тантр Ваджраяни.
Як пітха (священне місце), Уддіяна згадується в багатьох сакральних текстах тантричного буддизму, таких як Абхідханоттара-тантра, Чакрасамвара-тантра, Калачакра-тантра та багатьох інших.

## Китайські відомості
У китайських джерелах згадується країна Учан (烏萇國), територіально належить до общинному регіону Сіюй і ототожнюється з Уддіяною. На півночі лежить князівство Шемі, і Памір, на півдні від Учана лежить Індія. Еліту населення складають брахмани. Вони займаються астрономією і передбаченнями, у тому числі для правителя по державних справах. Земля приносить багато плодів, зрошуються поля каналами, вирощують рис посівний та пшеницю. Поклоняються Будді, багато пагод і храмів, надзвичайно гарно роблять гребені на дахах. При позові сторонам дають пити спеціальне зілля від якого неправий приходить до нестями, а правий залишається в твердому розумі. Смертної кари немає. Винних виганяють з Божественних гір (灵山). На південно-заході на горі Таньте-шань (檀特山, Сандалова гора) розташований монастир. Їжу туди привозять віслюки які ходять туди і назад самі без погоничів.
У записках китайського ченця Фасяня (початок VI століття) Уддіяна описана як цілком індійська країна з процвітаючим буддизмом та безліччю реліквій. Група паломників з Фасянем зупинилася в Уддіяні кілька місяців для літнього періоду самітництва і медитації.

## Царі Уддіяни
Ім'я Індрабхуті носили кілька «просвітлених царів країни Уддіяни» («Індра» означає цар, «бхута» — мудрість, просвітлений). В роботі К. Доулела «Майстра Магамудрі» наведено наступний перелік:
1. Індрабхуті Великий (VI століття) він же Цар Дза, «перший тантрист» і прийомний батько Падмасамбхави.
2. Індрабхуті II (VI-VII ст.) він же цар Дза і син царя Дза.
3. Індрабхуті III (кінець IX ст.). Один з учителів та засновників тантрійської школи. Можливий автор буддійської тантри «Джнянасиддхи».